# Vermitigris orientalis
Vermitigris orientalis är en tvåvingeart som först beskrevs av Enrico Adelelmo Brunetti 1927.  Vermitigris orientalis ingår i släktet Vermitigris och familjen Vermileonidae. Inga underarter finns listade i Catalogue of Life.